# Amy Acker

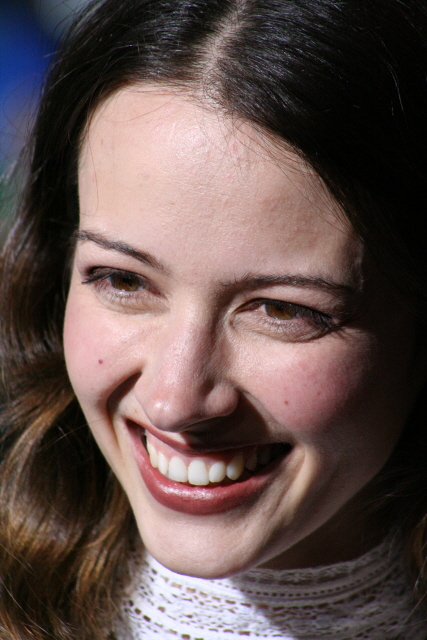
Amy Acker (2005)

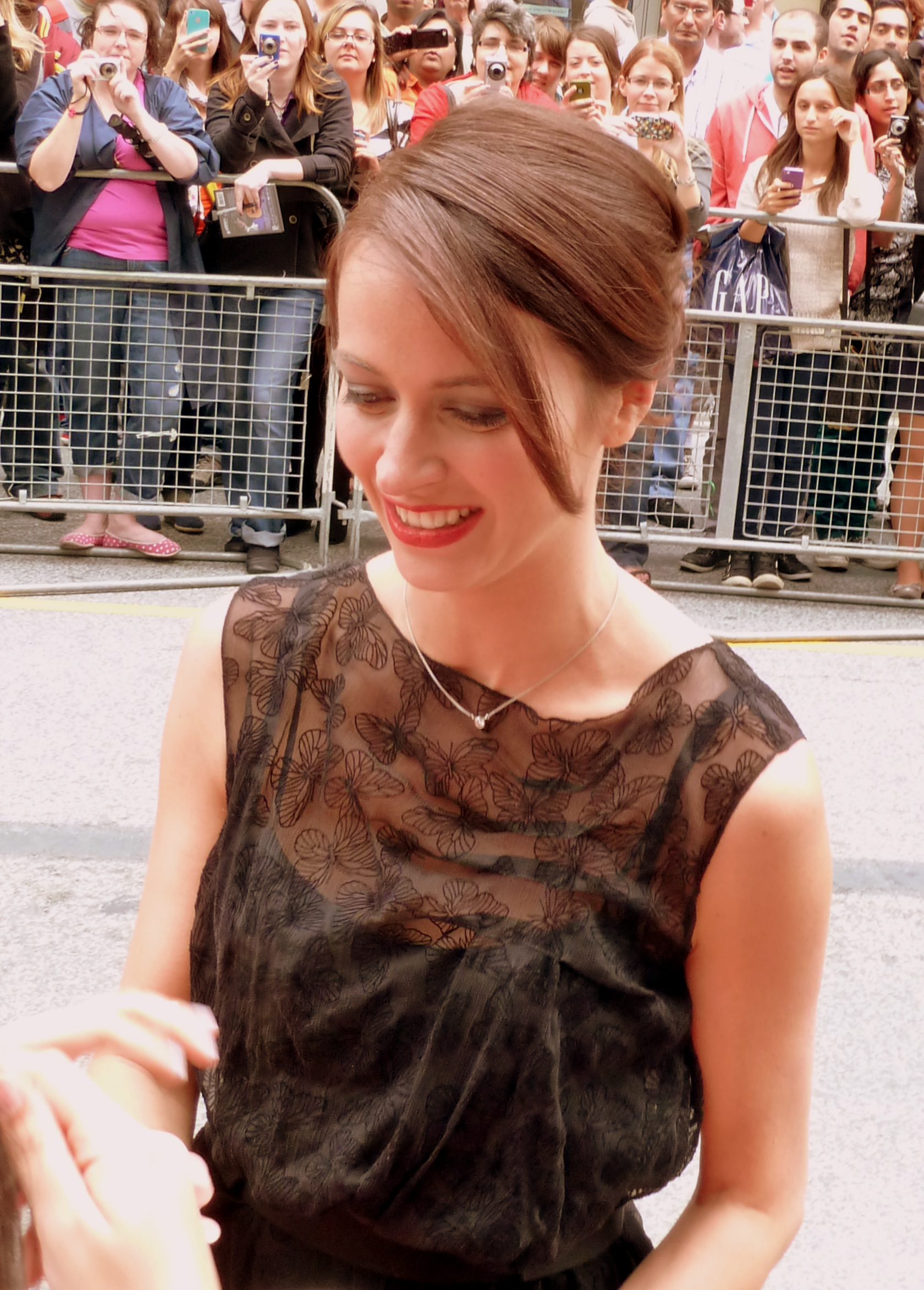
Amy Acker (2012)

Amy Louise Acker (ur. 5 grudnia 1976 w Dallas) – amerykańska aktorka.

## Życiorys
Urodziła się jako córka Roberta Ackera, prawnika, i Sandry Bruyere. Jest najstarsza z czwórki rodzeństwa. Przez trzynaście lat uczyła się baletu i tańca nowoczesnego. Jej karierę baletową przerwała operacja kolana.
W 1995 ukończyła Lake Highlands High School i zapisała się na Southern Methodist University. W pierwszych latach studiów pracowała jako modelka. W 1999 ukończyła studia, uzyskując tytuł „Bachelor of Fine Arts”. W tym samym roku została nominowana do Leon Rabin Award w kategorii „najlepsza aktorka w roli pierwszoplanowej” za występ w sztuce Thérèse Raquin.
Jeszcze w czasie studiów wystąpiła w serialu Wishbone. W 1999 zagrała w filmie telewizyjnym Policyjna odznaka.
W 2000 przeprowadziła się do Los Angeles. W 2001 zaczęła występować w roli Winifred Burkle, w serialu Anioł ciemności, która przyniosła jej sporą popularność, a w 2004 nagrodę Saturna dla najlepszej aktorki drugoplanowej w serialu telewizyjnym.
Kinowym debiutem Amy Acker był film The Accident w reżyserii Johna Fletchera z 2001.
23 kwietnia 2003 wyszła za mąż za aktora Jamesa Carpinello. Ma z nim dwójkę dzieci – syna Jacksona (ur. 2005) i córkę Avę Grace (ur. 2006).

## Filmografia

### Film
| Rok  | Tytuł                                            | Rola             | Uwagi           |
| ---- | ------------------------------------------------ | ---------------- | --------------- |
| 2001 | The Accident                                     | Nina             |                 |
| 2002 | Groom Lake                                       | Kate             |                 |
| 2002 | Złap mnie, jeśli potrafisz (Catch Me If You Can) | Miggy            |                 |
| 2005 | Mr. Dramatic                                     | Jodi             | krótkometrażowy |
| 2006 | The Novice                                       | Jill Yarrut      |                 |
| 2009 | 21 and a Wake-Up                                 | Caitlin Murphy   |                 |
| 2011 | Sironia                                          | Molly Fisher     |                 |
| 2012 | The Cabin in the Woods                           | Wendy Lin        |                 |
| 2012 | Wiele hałasu o nic (Much Ado About Nothing)      | Beatrice         |                 |
| 2014 | Let's Kill Ward's Wife                           | Geena Bradford   |                 |
| 2016 | The Energy Specialist                            | Claire           |                 |
| 2017 | Amanda & Jack Go Glamping                        | Amanda           |                 |
| 2020 | Superman: Red Son                                | Lois Lane (głos) | film DVD        |

### Telewizja
| Rok        | Tytuł                                                              | Rola                                | Uwagi                   |
| ---------- | ------------------------------------------------------------------ | ----------------------------------- | ----------------------- |
| 1997-1998  | Wishbone                                                           | Catherine Morland                   | trzy odcinki            |
| 1999       | Policyjna odznaka                                                  | Melissa Jorgensen                   | 1 odcinek               |
| 2001       | Special Unit 2                                                     | Nancy                               | 1 odcinek               |
| 2001–2004  | Anioł ciemności (Angel)                                            | Winifred 'Fred' Burkle / Illyria    | główna obsada           |
| 2003       | Powrót do jaskini Batmana – przypadki Adama i Burta                | Bonnie Lindsay                      | film telewizyjny        |
| 2005       | Nie z tego świata (Supernatural)                                   | Andrea Barr                         | 1 odcinek               |
| 2005–2006  | Justice League Unlimited                                           | Huntress / Helena Bertinelli        | głos; 4 odcinki         |
| 2005–2006  | Agentka o stu twarzach                                             | Kelly Peyton                        | 13 odcinków             |
| 2006       | Jak poznałem waszą matkę (How I Met Your Mother)                   | Penelope                            | 1 odcinek               |
| 2007       | Drive                                                              | Kathryn Tully                       | 3 odcinki               |
| 2007       | Prawo i porządek: Zbrodniczy zamiar                                | Leslie LeZard                       | 1 odcinek               |
| 2007       | Zaklinacz dusz (Ghost Whisperer)                                   | Tessa                               | 1 odcinek               |
| 2008       | A Near Death Experience                                            | Ellie Daly                          | film telewizyjny        |
| 2008       | W krainie ognia i lodu (Fire and Ice: The Dragon Chronicles)       | księżniczka Luisa                   | film telewizyjny        |
| 2008       | Powrót na October Road                                             | Girl in Blue Uniform; Jenny Bristol | 2 odcinki               |
| 2008       | Prywatna praktyka (Private Practice)                               | Molly Madison                       | 1 odcinek               |
| 2009–2010  | Dollhouse                                                          | Dr. Claire Saunders (Whiskey)       | 14 odcinków             |
| 2010       | Człowiek-cel                                                       | Katherine Walters                   | 1 odcinek               |
| 2010       | Żona idealna (The Good Wife)                                       | Trish Arkin                         | 1 odcinek               |
| 2010       | Happy Town                                                         | Rachel Conroy                       | główna rola; 8 odcinków |
| 2010       | Zwykła/niezwykła rodzinka (No Ordinary Family)                     | Amanda Grayson                      | 2 odcinki               |
| 2011       | Dear Santa                                                         | Crystal Carruthers                  | film telewizyjny        |
| 2011, 2013 | CSI: Kryminalne zagadki Las Vegas (CSI: Crime Scene Investigation) | Sandy Colfax                        | 2 odcinki               |
| 2012       | Grimm                                                              | Lena Marcenko                       | 1 odcinek               |
| 2012       | Once Upon a Time...                                                | Astrid/Nova                         | 1 odcinek               |
| 2012       | Magazyn 13 (Warehouse 13)                                          | Tracey                              | 1 odcinek               |
| 2012–2016  | Impersonalni (Person of Interest)                                  | Samantha „Root” Groves/The Machine  | główna obsada, 65 odc.  |
| 2013       | Scooby Doo i Brygada Detektywów (Scooby-Doo! Mystery Incorporated) | Nova                                | głos, 4 odcinki         |
| 2014       | Agenci T.A.R.C.Z.Y.                                                | Audrey Nathan, the Cellist          | 1 odcinek               |
| 2015       | A Novel Romance                                                    | Sophie                              | film telewizyjny        |
| 2015-2018  | W garniturach (Suits)                                              | Esther Edelstein                    | 5 odcinków              |
| 2016–2017  | MacGyver                                                           | Sarah Adler                         | 2 odcinki               |
| 2016       | A Nutcracker Christmas                                             | Lily                                | film telewizyjny        |
| 2017-2019  | The Gifted: Naznaczeni                                             | Caitlin Strucker                    | główna rola             |